# Интерполяция (текстология)
Интерполя́ция (от лат. interpolatio — изменение, искажение) — в палеографии, филологии и текстологии один из видов порчи текста, вставка более позднего происхождения в каком-либо тексте или документе, которая никогда не существовала в оригинальном тексте и не принадлежит автору текста. Может быть сделана переписчиком или переводчиком текста в форме одного слова или фразы, произвольно вставленных в текст при последующей переписке рукописи или её редактуре.

## В рукописях
Интерполяция может быть добавлена в качестве объяснения, примечания, но может быть также включена в мошеннических целях. Примером последнего являются поддельные абзацы и произведения Псевдо-Исидора. Другим примером являются письма Игнатия Богоносца, которые были намеренно подделаны аполлинаристами через три века после написания оригинала. В XIII в. переложение в прозе средневекового рыцарского романа «Тристан и Изольда» (получившее название «Тристан в прозе») было добавлено в другой роман — «Поиски Святого Грааля» («Цикл Вульгаты») для того, чтобы запутать рассказ о поисках Святого Грааля.
Интерполяциям многие древние рукописи подвергались в течение веков. Интерполяции в тексте чаще всего не принадлежат автору, но иногда они извлечены из других мест сочинений этого же автора. Интерполяции иногда ограничиваются немногими словами или фразами, иногда составляют целые страницы. Учёные или считавшие себя учёными читатели вставляли в текст грамматические, объяснительные, исторические или моральные объяснения, у поэтов стараясь даже придать им метрическую форму, что доказывается многочисленными не принадлежащими авторам (вставленными, интерполированными) стихами, например, у Вергилия, Лукреция, Горация и других много читаемых авторов. Прибавлялись также, особенно в начале и конце книг, введения, критики, переходы, как, например, предисловие к «Характерам» Феофраста, 4 стиха, которыми начинаются рукописи Энеиды, эпилог «Георгик» и другие. У греческих ораторов дополняли недостающие в подлиннике документы, акты, постановления, а у Гиппократа средневековые читатели вставляли то, что считали новейшими приобретениями науки. Иногда интерполяции объясняются партийными интересами, как, например, в знаменитом месте у Иосифа Флавия, где прибавлены фразы, странно звучащие в устах еврейского историка. Много разного рода вставок также пытались ввести еретики в Евангелие. От интерполяции следует отличать непроизвольные вставки, которые делают иногда переписчики из замечаний на полях рукописи и т. п., и те вставки, которые делаются учеными для пояснения не вполне сохранившихся текстов (конъектура). Сродни с интерполяциями переработка текстов, которой, например, у афинян, подверглись вероятно песни Гомера, подобно народным песням других народов. Такими переработками объясняется существование одних и тех же памятников в пространных и кратких редакциях, как, например, рукописи «Слова Даниила Заточника». Такой же переработке, вероятно, подверглись в руках Макферсона, издателя так называемых песен Оссиана, древние шотландские песни.

## В правовых документах
Уставы и правовые документы также могут быть подвержены интерполяции в мошеннических целях.